# Grövelsjön
Grövelsjön är en by i Idre socken i Älvdalens kommun. Orten ligger intill en sjö med samma namn, i fjällområdet i kommunens nordligaste del. Grövelsjön är ändpunkt för Dalatrafiks busslinje 396 från Mora, via Älvdalen och Idre. Vid Grövelsjön finns en alpin skidanläggning, liksom möjligheter till fjällvandring, fiske och, under vinterhalvåret, längdskidåkning. Söder om sjön Grövelsjön ligger Grövelsjöns fjällstation som ägs av Svenska Turistföreningen. Fjällstationen ligger på Långfjällets sluttning 775 m.ö.h., där bilvägen slutar "vid vägs ände". I fjällområdet öster om Grövelsjön finns Långfjällets naturreservat med Storvätteshågna, Svealands högsta punkt, samt Töfsingdalens nationalpark.

## Orter i Grövelsjöfjällen
- Björnliden
- Floåsen
- Lövåsen
- Storsätern
- Sågliden